# Dicladdiella macroblasta
Dicladdiella macroblasta är en bladmossart som först beskrevs av Broth., och fick sitt nu gällande namn av Buck. Dicladdiella macroblasta ingår i släktet Dicladdiella och familjen Meteoriaceae. Inga underarter finns listade i Catalogue of Life.